# フリオ・デ・ウルキホ
フリオ・ガブリエル・デ・ウルキホ・エ・イバーラ（Julio Gabriel de Urquijo e Ibarra, 1871年4月3日 – 1950年10月30日）は、スペイン・バスク地方・ビスカヤ県・デウスト出身の著作家、文献学者、政治家。イバラはIbarraではなくYbarraと表記する場合もあり、ウルキホはUrquijoではなくUrkixoと表記する場合もある。バスク語研究が国際的な視野で行われるようになったのは、ウルキホの収集文献と研究誌によるところが大きい。

## 経歴
ビスカヤ県・ビルバオ近郊のデウストにあったウルキホ家はカルリスタの家系であり、1846年に第二次カルリスタ戦争が勃発するとカンタブリア州・サンタンデールに逃避したが、戦後にビルバオに戻った。フリオ・デ・ウルキホは1871年にデウストに生まれた。現在のデウストはビルバオを構成する区のひとつだが、当時のデウストはビルバオ近郊にある独立した自治体だった。デウスト大学で法学を学んで文献学に興味を抱き、1892年にはサラマンカ大学で博士号を取得した。1894年にカルリスタの有力者の娘と結婚し、一時的にフランス領バスクのサン＝ジャン＝ド＝リュズに住んだが、やがてギプスコア県・サン・セバスティアンに住むようになった。バスク語関係文献や研究書の収集を行い、1907年には『国際バスク研究誌』を創刊して編集に携わった。『国際バスク研究誌』は1936年のスペイン内戦勃発とともに刊行が途絶えたが、フランシスコ・フランコ死後の1984年に復刊されている。
16世紀初頭に書かれたバスク語初の文献『バスク初文集』はパリのフランス国立図書館にある文献が現存唯一とされるが、ウルキホは『国際バスク研究誌』に『バスク初文集』の復刻版を掲載している。1919年にはレスレクシオン・マリア・デ・アスクエなどによってエウスカルツァインディア（バスク語アカデミー）が創設されたが、ウルキホも創設メンバーの一員となった。1903年から1931年にはスペイン国会議員を務めた。王党派の一員だったことから弾圧の対象となり、スペイン内戦時には収集した文献を没収されたが、没収した役人がその価値を理解して分散を防ぎ、現在ではギプスコア県庁舎とビスカヤ県庁舎付属図書館に収蔵されている。1950年にサン・セバスティアンで死去した。